# 滚弄镇
滚弄镇，是緬甸聯邦第一特區果敢縣滾弄區駐地。

## 名称
滚弄又译“滚龙”，名称源于傣语，意为“沙洲”，清末外交文件中译作“工隆渡”。

## 历史
滚弄有一座跨过萨尔温江支流滾弄江的滾弄大橋。从1971年11月至1972年1月，缅甸共产党和缅甸政府军之间为争夺滚弄桥而进行了为期42天的战斗。